# Zeleste

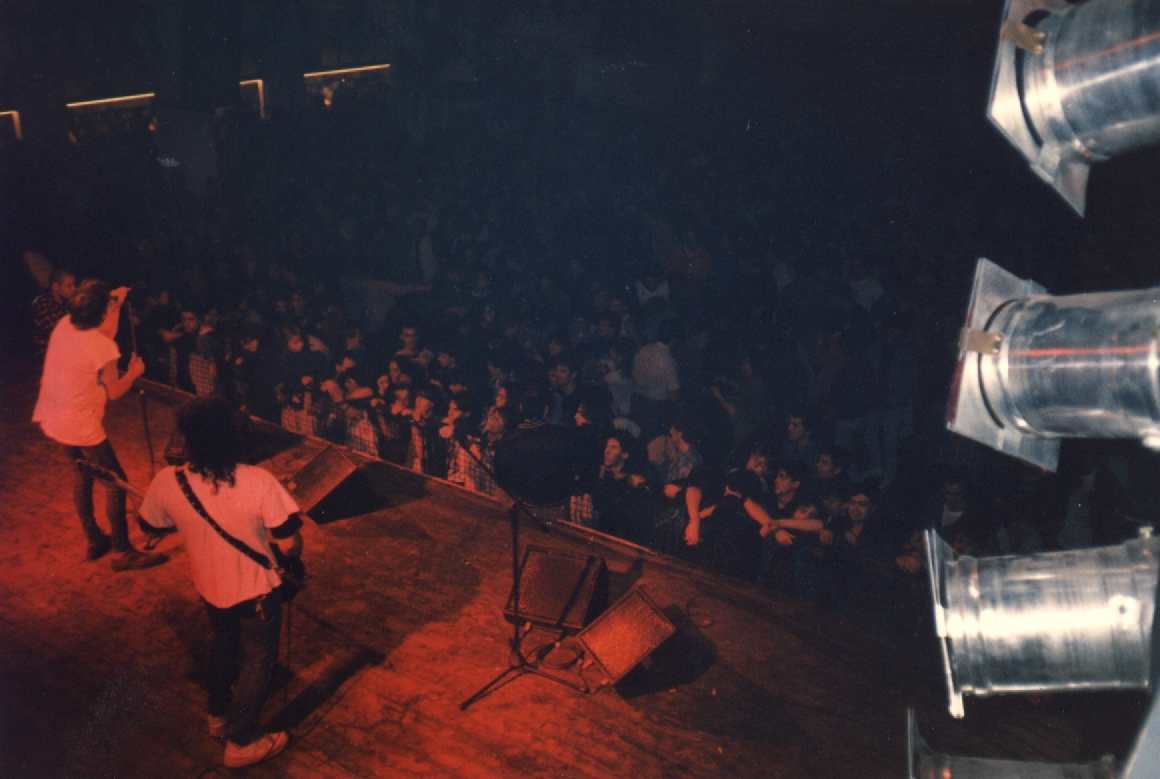
Concierto en Zeleste en 2011

Zeleste fue una sala de conciertos de Barcelona creada por Víctor Jou, diseñada por Santiago Roqueta, el año 1973 en la calle Plateria (actualmente Argenteria), trasladada el 1986 a la calle Almogàvers del Poblenou y cerrada por deudas en el 2000. La sala reabrió el mismo año con nuevos propietarios, con el nombre de Razzmatazz. El primer Zeleste del barrio Gótico fue un punto central de movimientos musicales de los años 70 tales como el rock layetano y la rumba catalana. Gato Pérez o la Companyia Eléctrica Dharma fueron algunos de los muchos artistas que pasaron por la sala.

## Historia
Al principio, se pensó en el nombre Celeste, la novia del elefante de cuentos Babar. Parece ser que Silvia Gubern, encargada de crear el logotipo, pidió a su hijo de cinco años que escribiera el nombre, y él lo hizo con Z. Así, en origen, el nombre Zeleste quería ser infantil, aunque con el tiempo se tendió a ver más como un acto de provocación.[cita requerida]
La sala Zeleste estaba ubicada en el barrio de El Borne, en la calle Platería. En aquella época no era una sala grande pero apostaba por los éxitos internacionales y figuras locales como Gato Pérez, Sisa y el showman Carles Flavià. También se hizo un nombre como sala de conciertos de jazz, tocando Bill Evans, Stan Getz, Machito, Gerry Mulligan o Carles Benavent, en ella. 
En la sala Zeleste es donde se hizo el primer festival de música hindú de Barcelona.
En los setenta, esta sala fue una de las que propició el rock layetano, precursor o iniciador del rock catalán. Se crearon formaciones como la Companyia Elèctrica Dharma y la Orquestra Plateria (1974). La sala era un referente no solo en Barcelona sino en toda España. Durante los 80 tocaron bandas de rock, punk y mods, tales como Loquillo, Los Rebeldes, Brighton 64 y El Último de la Fila.
En 1986 se cierra el local de El Borne para abrir uno nuevo y mayor en la calle Almogávares del Pueblo Nuevo. La nueva Zeleste se ubica en el espacio antes ocupado por dos fábricas de alfombras y estampados. Con una capacidad para 2.000 personas, ha albergado a artistas de la talla de Paul McCartney, Soda Stereo, cerrando la Gira Animal, Yoko Ono, James Taylor, Oasis, The Brian May Band, Héroes del silencio, Pj Harvey, Tricky, Sugarcubes, Björk, Siouxsie and the Banshees, Bauhaus, Juan Luis Guerra, Blur, Radiohead, Sangtraït, Ramones, Sepultura y muchos más.
En el año 2000, Zeleste tenía una deuda de unos 780.000€ con la Seguridad Social, más una deuda de unos 36.000€, de alquiler, suficiente para ser echados del local. El mismo año se fundó la sala Razzmatazz, con nuevos propietarios.